# 7.ª División de Campo de la Luftwaffe
La 7.ª División de Campo de la Luftwaffe (7. Luftwaffen-Feld-Division) fue una unidad de la Luftwaffe durante la Segunda Guerra Mundial.

## Historia
Fue formada en octubre de 1942 en Groß-Born, a partir del 43.° Regimiento de Instrucción Aérea(?). La división fue oficialmente disuelta en mayo de 1943.

## Comandantes
- Mayor general Wolf Freiherr von Biedermann – (9 de octubre de 1942 – 28 de noviembre de 1942)
- Coronel August Kleßmann – (28 de noviembre de 1942 – 3 de enero de 1943)
- Coronel Willibald Spang – (3 de enero de 1943 – febrero de 1943)

## Jefes de Operaciones (Ia)
- Mayor August Fischer-See – (16 de octubre de 1942 – enero de 1943)

## Orden de Batalla
La división consiste en:
- I Batallón (Infantería, no personal de regimiento)
- II Batallón (Infantería, no personal de regimiento)
- III Batallón (Infantería, no personal de regimiento)
- 7.ª División de la Fuerza Aérea de Campo de Batallón Antitanque
- 7.ª División de la Fuerza Aérea de Campo de Batallón de Artillería
- 7.ª División de la Fuerza Aérea de Campo de Batallón Antiaéreo
- 7.ª División de la Fuerza Aérea de Campo de Compañía de Ciclista
- 7.ª División de la Fuerza Aérea de Campo de Compañía de Ingeniero
- 7.ª División de la Fuerza Aérea de Campo de la Compañía de Comunicaciones Aérea
- 7.ª División de la Fuerza Aérea de Campo del Comandante de Tropas de Suministro

Cada batallón de infantería está compuesto por 4 compañías. Entró en acción el 12 de diciembre de 1942. Tuvo grandes bajas a lo largo del río Don (Morozovskaja, Aleschkin, Krasnaja Svesda), y los restos fueron incorporados a la 15.ª División de Campo de la Luftwaffe en marzo de 1943.

## La división sirvió bajo los siguientes Cuarteles
| enero de 1943   | Cuerpo Mieth/Grupo de Ejércitos Hollidt | Don  |
| febrero de 1943 | ?                                       | ?    |
| marzo de 1943   | Apoyo                                   | Mius |